# Gigona
O Gigona é uma elevação portuguesa localizada no concelho das Lajes do Pico, ilha do Pico, arquipélago dos Açores.
Este acidente geológico tem o seu ponto mais elevado a 109 metros de altitude acima do nível do mar. Encontra-se na proximidade das localidades da Calheta de Nesquim, da Cascalheira, dos Foros e da Baía dos Cavacos. 